# 도요오카촌 (지바현 기미쓰군)
도요오카촌(豊岡村)은 지바현 기미쓰군에 일찍이 존재했던 촌이다. 현재의 훗쓰시 남부에 해당한다.

## 역사
- 1889년 4월 1일 - 정촌제 시행에 의해 아마하군 도요오카촌이 성립하였다.
- 1897년 4월 1일 - 아마하군이 통합에 의해 기미쓰군이 되었다.
- 1926년 4월 24일 - 세키촌이 조합을 해체하고 세키토요촌이 신설되어, 동일 도요오카촌은 폐지되었다.